# Die Gattin (Tschechow)

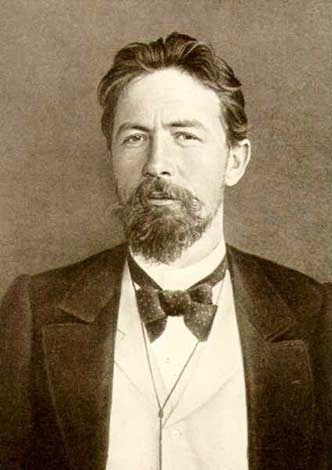
Anton Tschechow

Die Gattin, auch Eine Gattin (russisch Супруга, Supruga), ist eine Erzählung des russischen Schriftstellers Anton Tschechow, die 1895 im Sammelband Potschin, herausgegeben von der Gesellschaft der Freunde russischer Literatur, erschien.

## Handlung
Olga Dmitrijewna, die 27-jährige Gattin des Chirurgen Doktor Nikolai Jewgrafytsch, treibt sich nachts draußen herum und kommt gewöhnlich erst gegen fünf Uhr morgens nach Hause. Der Doktor betätigt sich manchmal in schlafloser Nacht als Detektiv; wühlt in Olgas Papieren und ermittelt, einer ihrer Galane ist der 23-jährige Michail Iwanytsch Ris. Olgas Michel lebt in Monte Carlo. Der Doktor, Sohn eines Dorfpopen, ehemals Zögling eines Priesterseminars, ein aufrechter, in verflossenen guten Jahren derber Mann, fragt sich dauernd, wie er auf Olga – ein solch niedriges Geschöpf mit einer Raubtiervisage – hereinfallen konnte. Der Arzt ist hochverschuldet und kann seine Mutter nicht finanziell unterstützen.
Als Olga des Morgens heimkommt, hat sie nur ihre fünfzehn Rubel im Sinn, die ihr Begleiter, der Student Asarbekow, angeblich verloren haben soll. Der Doktor – ein Kollege hatte bei ihm Tuberkulose diagnostiziert – hat am frühen Morgen keinen Sinn für ein paar Rubel, sondern will angesichts seines bevorstehenden Endes klare Verhältnisse. Schließlich bequemt sich Olga zur Aussprache. Der Doktor – ein Wrack – gibt seine Gattin frei. Olga darf, weil sie jung und gesund ist, ihren Galan Ris in Monte Carlo ehelichen.
Fehlanzeige. Olga lässt sich unter keinen Umständen scheiden. Für ihr nächstes nächtliches Abenteuer bettelt sie dem Doktor, der gegen Mittag gerade den Dienst im Krankenhaus antreten will, fünfundzwanzig Rubel ab.

## Verfilmung
- 1998, Russland, VID-TV[3] und Tschechow-Kunsttheater Moskau: Tschechow und Company[4], Staffel 2 (russisch) von Sinowi Roisman[5], Dmitri Brusnikin[6] und Alexander Feklistow mit Boris Schtscherbakow[7] als Chirurg und Tatjana Lawrowa[8] als seine Gattin Olga.

## Deutschsprachige Ausgaben
Verwendete Ausgabe:
- Die Gattin, S. 179–186 in Anton Tschechow: Die Hexe. Erzählungen. Deutsch von Ada Knipper und Gerhard Dick. 388 Seiten. Aufbau-Verlag, Berlin 1977 (1. Aufl., Lizenzgeber: Rütten & Loening, Berlin)